# Globo de Ouro de melhor ator em comédia ou musical
Esta é uma lista com os vencedores do prêmio Globo de Ouro na categoria de melhor ator em comédia ou musical.
Em 1951, a Hollywood Foreign Press Association (Associação da Imprensa Estrangeira de Hollywood) separou a categoria de melhor ator em um filme em duas. Antes disso, havia um único prêmio de melhor ator mas a divisão permitiu que atores que trabalhassem em filmes dramáticos e cômicos ou musicais fossem premiados separadamente.
O título formal da categoria variou desde sua criação. Desde 2005 é oficialmente chamado de melhor atuação de um ator em filme cômico ou musical.
Em 2016, a regra mudou: os filmes de comédia em tom de drama serão indicados na categoria de Globo de Ouro de melhor ator em filme dramático e Globo de Ouro de Melhor Filme Dramático.

## Vencedores e nomeados
Nota: 
- "†" indica o vencedor do Oscar de Melhor Ator no mesmo ano.
- "‡" indica uma indicação ao Oscar
- "§" indica um vencedor do Globo de Ouro mas que não foi nomeado ao Óscar.

### Anos 1950
- 1950 - Fred Astaire, Three Little Words
- 1951 - Danny Kaye, On the Riviera
- 1952 - Donald O'Connor, Singin' in the Rain
- 1953 - David Niven, The Moon Is Blue
- 1954 - James Mason, A Star Is Born
- 1955 - Tom Ewell, The Seven Year Itch
- 1956 - Cantinflas, Around the World in Eighty Days
- 1957 - Frank Sinatra, Pal Joey
- 1958 - Danny Kaye, Me and the Colonel
- 1959 - Jack Lemmon, Some Like It Hot

### Anos 1960
| Ano  | Ator                                                       | Personagem                                            | Filme                                            |
| ---- | ---------------------------------------------------------- | ----------------------------------------------------- | ------------------------------------------------ |
| 1960 | Jack Lemmon ‡                                              | C. C. Baxter                                          | The Apartment                                    |
| 1960 | Dirk Bogarde                                               | Franz Liszt                                           | Song Without End                                 |
| 1960 | Cantinflas                                                 | Pepe                                                  | Pepe                                             |
| 1960 | Cary Grant                                                 | Victor, Earl de Rhyall                                | The Grass Is Greener                             |
| 1960 | Sidney Poitier                                             | Porgy                                                 | Porgy and Bess                                   |
| 1960 | Bob Hope                                                   | Larry Gilbert                                         | The Facts of Life                                |
| 1961 | Glenn Ford                                                 | Dave, o Cara                                          | Pocketful of Miracles                            |
| 1961 | Fred Astaire                                               | Pogo Poole                                            | The Pleasure of His Company                      |
| 1961 | Richard Beymer                                             | Tony                                                  | West Side Story                                  |
| 1961 | Bob Hope                                                   | Adam Niles                                            | Bachelor in Paradise                             |
| 1961 | Fred MacMurray                                             | Ned Brainard                                          | The Absent-Minded Professor                      |
| 1962 | Marcello Mastroianni ‡                                     | Ferdinando Cefalù                                     | Divorce, Italian Style                           |
| 1962 | Stephen Boyd                                               | Sam Rawlins                                           | Billy Rose's Jumbo                               |
| 1962 | Jimmy Durante                                              | Anthony Wonder / Pop                                  | Billy Rose's Jumbo                               |
| 1962 | Cary Grant                                                 | Philip Shayne                                         | That Touch of Mink                               |
| 1962 | Charlton Heston                                            | Capitão Paul MacDougall / Benny the Snatch / Narrador | The Pigeon That Took Rome                        |
| 1962 | Karl Malden                                                | Herbie Sommers                                        | Gypsy                                            |
| 1962 | Robert Preston                                             | Harold Hill                                           | The Music Man                                    |
| 1962 | James Stewart                                              | Roger Hobbs                                           | Mr. Hobbs Takes a Vacation                       |
| 1963 | Alberto Sordi                                              | Amedeo Ferretti                                       | The Devil                                        |
| 1963 | Albert Finney ‡                                            | Tom Jones                                             | Tom Jones                                        |
| 1963 | James Garner                                               | Henry Tyroon                                          | The Wheeler Dealers                              |
| 1963 | Cary Grant                                                 | Brian Cruikshank                                      | Charade                                          |
| 1963 | Jack Lemmon                                                | Nestor Paptu / Lorde X                                | Irma la Douce                                    |
| 1963 | Jack Lemmon                                                | Mr. Hogan                                             | Under the Yum Yum Tree                           |
| 1963 | Frank Sinatra                                              | Alan Barker                                           | Come Blow Your Horn                              |
| 1963 | Jonathan Winters                                           | Lennie Pike                                           | It's a Mad, Mad, Mad, Mad World                  |
| 1964 | Rex Harrison †                                             | Henry Higgins                                         | My Fair Lady                                     |
| 1964 | Marcello Mastroianni                                       | Domenico Soriano                                      | Marriage Italian-Style                           |
| 1964 | Peter Sellers                                              | Inspetor Jacques Clouseau                             | The Pink Panther                                 |
| 1964 | Peter Ustinov † venceu o Oscar de Melhor Ator Coadjuvante  | Arthur Simpson                                        | Topkapi                                          |
| 1964 | Dick Van Dyke                                              | Bert / Sr. Dawes                                      | Mary Poppins                                     |
| 1965 | Lee Marvin †                                               | Kid Shelleen / Tim Strawn                             | Cat Ballou                                       |
| 1965 | Jack Lemmon                                                | Professor Fate/Prince Hapnick                         | The Great Race                                   |
| 1965 | Jerry Lewis                                                | Robert Reed                                           | Boeing Boeing                                    |
| 1965 | Jason Robards                                              | Murray Burns                                          | A Thousand Clowns                                |
| 1965 | Alberto Sordi                                              | Count Emilio Ponticelli                               | Those Magnificent Men in Their Flying Machines   |
| 1966 | Alan Arkin ‡                                               | Tenente Rozanov                                       | The Russians Are Coming, the Russians Are Coming |
| 1966 | Alan Bates                                                 | Jos Jones                                             | Georgy Girl                                      |
| 1966 | Michael Caine                                              | Harry Dean                                            | Gambit                                           |
| 1966 | Lionel Jeffries                                            | Stanley Farquhar                                      | The Spy with a Cold Nose                         |
| 1966 | Walter Matthau † venceu o Oscar de Melhor Ator Coadjuvante | Willie Gingrich                                       | The Fortune Cookie                               |
| 1967 | Richard Harris                                             | Rei Arthur                                            | Camelot                                          |
| 1967 | Richard Burton                                             | Petruchio                                             | The Taming of the Shrew                          |
| 1967 | Rex Harrison                                               | Doutor Dolittle                                       | Doctor Dolittle                                  |
| 1967 | Dustin Hoffman                                             | Benjamin Braddock                                     | The Graduate                                     |
| 1967 | Ugo Tognazzi                                               | Sergio Masini                                         | L'immorale                                       |
| 1968 | Ron Moody ‡                                                | Fagin                                                 | Oliver!                                          |
| 1968 | Fred Astaire                                               | Finian McLonergan                                     | Finian's Rainbow                                 |
| 1968 | Jack Lemmon                                                | Felix Ungar                                           | The Odd Couple                                   |
| 1968 | Walter Matthau                                             | Oscar Madison                                         | The Odd Couple                                   |
| 1968 | Zero Mostel                                                | Max Bialystock                                        | The Producers                                    |
| 1969 | Peter O'Toole ‡                                            | Arthur Chipping                                       | Goodbye, Mr. Chips                               |
| 1969 | Dustin Hoffman                                             | John                                                  | John and Mary                                    |
| 1969 | Lee Marvin                                                 | Ben Rumson                                            | Paint Your Wagon                                 |
| 1969 | Steve McQueen                                              | Boon Hogganbeck                                       | The Reivers                                      |
| 1969 | Anthony Quinn                                              | Italo Bombolini                                       | The Secret of Santa Vittoria                     |

### Anos 1970
| Ano  | Ator               | Personagem                           | Filme                               |
| ---- | ------------------ | ------------------------------------ | ----------------------------------- |
| 1970 | Albert Finney      | Ebenezer Scrooge                     | Scrooge                             |
| 1970 | Richard Benjamin   | Jonathan Balser                      | Diary of a Mad Housewife            |
| 1970 | Elliott Gould      | John McIntyre                        | M*A*S*H                             |
| 1970 | Jack Lemmon        | George Kellerman                     | The Out-of-Towners                  |
| 1970 | Donald Sutherland  | Hawkeye Pierce                       | M*A*S*H                             |
| 1971 | Topol ‡            | Tevye                                | Fiddler on the Roof                 |
| 1971 | Bud Cort           | Harold Chasen                        | Harold and Maude                    |
| 1971 | Dean Jones         | Professor Dooley                     | The Million Dollar Duck             |
| 1971 | Walter Matthau ‡   | Joseph P. Kotcher                    | Kotch                               |
| 1971 | Gene Wilder        | Willy Wonka                          | Willy Wonka & the Chocolate Factory |
| 1972 | Jack Lemmon        | Wendell Armbruster                   | Avanti!                             |
| 1972 | Edward Albert      | Don Baker                            | Butterflies Are Free                |
| 1972 | Charles Grodin     | Lenny Cantrow                        | The Heartbreak Kid                  |
| 1972 | Walter Matthau     | Pete                                 | Pete 'n' Tillie                     |
| 1972 | Peter O'Toole      | Don Quixote de la Mancha / Cervantes | Man of La Mancha                    |
| 1973 | George Segal       | Steve Blackburn                      | A Touch of Class                    |
| 1973 | Carl Anderson      | Judas Iscariotes                     | Jesus Christ Superstar              |
| 1973 | Richard Dreyfuss   | Curt Henderson                       | American Graffiti                   |
| 1973 | Ted Neeley         | Jesus Christ                         | Jesus Christ Superstar              |
| 1973 | Ryan O'Neal        | Moses Pray                           | Paper Moon                          |
| 1974 | Art Carney †       | Harry Coombes                        | Harry and Tonto                     |
| 1974 | James Earl Jones   | Rupert Marshall                      | Claudine                            |
| 1974 | Jack Lemmon        | Hildy Johnson                        | The Front Page                      |
| 1974 | Walter Matthau     | Walter Burns                         | The Front Page                      |
| 1974 | Burt Reynolds      | Paul "Wrecking" Crewe                | The Longest Yard                    |
| 1975 | Walter Matthau ‡   | Willy Clark                          | The Sunshine Boys                   |
| 1975 | Warren Beatty      | George Roundy                        | Shampoo                             |
| 1975 | George Burns       | Al Lewis                             | The Sunshine Boys                   |
| 1975 | James Caan         | Billy Rose                           | Funny Lady                          |
| 1975 | Peter Sellers      | Inspetor Jacques Clouseau            | The Return of the Pink Panther      |
| 1976 | Kris Kristofferson | John Howard                          | A Star Is Born                      |
| 1976 | Mel Brooks         | Mel Funn                             | Silent Movie                        |
| 1976 | Peter Sellers      | Inspetor Jacques Clouseau            | The Pink Panther Strikes Again      |
| 1976 | Jack Weston        | Gaetano Proclo                       | The Ritz                            |
| 1976 | Gene Wilder        | George Caldwell                      | Silver Streak                       |
| 1977 | Richard Dreyfuss † | Elliott Garfield                     | The Goodbye Girl                    |
| 1977 | Woody Allen ‡      | Alvy Singer                          | Annie Hall                          |
| 1977 | Mel Brooks         | Dr. Richard H. Thorndyke             | High Anxiety                        |
| 1977 | Robert De Niro     | Jimmy Doyle                          | New York, New York                  |
| 1977 | John Travolta ‡    | Tony Manero                          | Saturday Night Fever                |
| 1978 | Warren Beatty ‡    | Joe Pendleton                        | Heaven Can Wait                     |
| 1978 | Alan Alda          | George                               | Same Time, Next Year                |
| 1978 | Gary Busey ‡       | Buddy Holly                          | The Buddy Holly Story               |
| 1978 | Chevy Chase        | Detetive Tony Carlson                | Foul Play                           |
| 1978 | George C. Scott    | Gloves Malloy / Spats Baxter         | Movie Movie                         |
| 1978 | John Travolta      | Danny Zuko                           | Grease                              |
| 1979 | Peter Sellers ‡    | Chance                               | Being There                         |
| 1979 | George Hamilton    | Conde Drácula                        | Love at First Bite                  |
| 1979 | Dudley Moore       | George Webber                        | 10                                  |
| 1979 | Burt Reynolds      | Phil Potter                          | Starting Over                       |
| 1979 | Roy Scheider ‡     | Joe Gideon                           | All That Jazz                       |

### Anos 1980
| Ano  | Ator              | Personagem                                         | Filme                      |
| ---- | ----------------- | -------------------------------------------------- | -------------------------- |
| 1980 | Ray Sharkey       | Vinnie Vacarri                                     | The Idolmaker              |
| 1980 | Neil Diamond      | Yussel Rabinovitch                                 | The Jazz Singer            |
| 1980 | Tommy Lee Jones   | Doolittle Mooney Lynn                              | Coal Miner's Daughter      |
| 1980 | Paul Le Mat       | Melvin Dummar                                      | Melvin and Howard          |
| 1980 | Walter Matthau    | Miles Kendig                                       | Hopscotch                  |
| 1981 | Dudley Moore ‡    | Arthur Bach                                        | Arthur                     |
| 1981 | Alan Alda         | Jack Burroughs                                     | The Four Seasons           |
| 1981 | George Hamilton   | Don Diego Vega / Zorro / Wigglesworth / Ramon Vega | Zorro, The Gay Blade       |
| 1981 | Steve Martin      | Arthur Parker                                      | Pennies from Heaven        |
| 1981 | Walter Matthau    | Dan Snow                                           | First Monday in October    |
| 1982 | Dustin Hoffman ‡  | Michael Dorsey / Dorothy Michaels                  | Tootsie                    |
| 1982 | Peter O'Toole     | Alan Swann                                         | My Favorite Year           |
| 1982 | Al Pacino         | Ivan Travalian                                     | Author! Author!            |
| 1982 | Robert Preston    | Caroll 'Toddy' Todd                                | Victor/Victoria            |
| 1982 | Henry Winkler     | Chuck                                              | Night Shift                |
| 1983 | Michael Caine ‡   | Frank Bryant                                       | Educating Rita             |
| 1983 | Woody Allen       | Leonard Zelig                                      | Zelig                      |
| 1983 | Tom Cruise        | Joel Goodson                                       | Risky Business             |
| 1983 | Eddie Murphy      | Billy Ray "William" Valentine                      | Trading Places             |
| 1983 | Mandy Patinkin    | Avigdor                                            | Yentl                      |
| 1984 | Dudley Moore      | Rob Salinger                                       | Micki + Maude              |
| 1984 | Steve Martin      | Roger Cobb                                         | All of Me                  |
| 1984 | Eddie Murphy      | Axel Foley                                         | Beverly Hills Cop          |
| 1984 | Bill Murray       | Peter Venkman                                      | Ghostbusters               |
| 1984 | Robin Williams    | Vladimir Ivanoff                                   | Moscow on the Hudson       |
| 1985 | Jack Nicholson ‡  | Charley Partanna                                   | Prizzi's Honor             |
| 1985 | Jeff Daniels      | Tom Baxter / Gil Sheperd                           | The Purple Rose of Cairo   |
| 1985 | Griffin Dunne     | Paul Hackett                                       | After Hours                |
| 1985 | Michael J. Fox    | Marty McFly                                        | Back to the Future         |
| 1985 | James Garner ‡    | Murphy Jones                                       | Murphy's Romance           |
| 1986 | Paul Hogan        | Michael J. "Crocodile" Dundee                      | Crocodile Dundee           |
| 1986 | Matthew Broderick | Ferris Bueller                                     | Ferris Bueller's Day Off   |
| 1986 | Jeff Daniels      | Charles Driggs                                     | Something Wild             |
| 1986 | Danny DeVito      | Sam Stone                                          | Ruthless People            |
| 1986 | Jack Lemmon       | Harvey Fairchild                                   | That's Life!               |
| 1987 | Robin Williams ‡  | Adrian Cronauer                                    | Good Morning, Vietnam      |
| 1987 | Nicolas Cage      | Ronny Cammareri                                    | Moonstruck                 |
| 1987 | Danny DeVito      | Owen Lift                                          | Throw Momma from the Train |
| 1987 | William Hurt ‡    | Tom Grunick                                        | Broadcast News             |
| 1987 | Steve Martin      | C. D. Bales                                        | Roxanne                    |
| 1987 | Patrick Swayze    | Johnny Castle                                      | Dirty Dancing              |
| 1988 | Tom Hanks ‡       | Josh Baskin                                        | Big                        |
| 1988 | Michael Caine     | Lawrence Jamieson                                  | Dirty Rotten Scoundrels    |
| 1988 | John Cleese       | Archie Leach                                       | A Fish Called Wanda        |
| 1988 | Robert De Niro    | Jack Walsh                                         | Midnight Run               |
| 1988 | Bob Hoskins       | Eddie Valliant                                     | Who Framed Roger Rabbit    |
| 1989 | Morgan Freeman ‡  | Hoke Colburn                                       | Driving Miss Daisy         |
| 1989 | Billy Crystal     | Harry Burns                                        | When Harry Met Sally...    |
| 1989 | Michael Douglas   | Oliver Rose                                        | The War of the Roses       |
| 1989 | Steve Martin      | Gil Buckman                                        | Parenthood                 |
| 1989 | Jack Nicholson    | O Coringa                                          | Batman                     |

### Anos 1990
| Ano  | Ator                  | Personagem                                 | Filme                                            |
| ---- | --------------------- | ------------------------------------------ | ------------------------------------------------ |
| 1990 | Gérard Depardieu      | Georges                                    | Green Card                                       |
| 1990 | Macaulay Culkin       | Kevin McCallister                          | Home Alone                                       |
| 1990 | Johnny Depp           | Edward Mãos-de-Tesoura                     | Edward Scissorhands                              |
| 1990 | Richard Gere          | Edward Lewis                               | Pretty Woman                                     |
| 1990 | Patrick Swayze        | Sam Wheat                                  | Ghost                                            |
| 1991 | Robin Williams ‡      | Parry                                      | The Fisher King                                  |
| 1991 | Jeff Bridges          | Jack Lucas                                 | The Fisher King                                  |
| 1991 | Billy Crystal         | Mitch Robbins                              | City Slickers                                    |
| 1991 | Dustin Hoffman        | Capitão Gancho                             | Hook                                             |
| 1991 | Kevin Kline           | Jeffrey Anderson / Rod Randall             | Soapdish                                         |
| 1992 | Tim Robbins           | Griffin Mill                               | The Player                                       |
| 1992 | Nicolas Cage          | Jack Singer                                | Honeymoon in Vegas                               |
| 1992 | Billy Crystal         | Buddy Young Jr.                            | Mr. Saturday Night                               |
| 1992 | Marcello Mastroianni  | Joe Meledandri                             | Used People                                      |
| 1992 | Tim Robbins           | Bob Roberts                                | Bob Roberts                                      |
| 1993 | Robin Williams        | Daniel Hillard / Euphegenia Doubtfire      | Mrs. Doubtfire                                   |
| 1993 | Johnny Depp           | Sam                                        | Benny & Joon                                     |
| 1993 | Tom Hanks             | Sam Baldwin                                | Sleepless in Seattle                             |
| 1993 | Kevin Kline           | Dave Kovic / Bill Mitchell                 | Dave                                             |
| 1993 | Colm Meaney           | Dessie Curley                              | The Snapper                                      |
| 1994 | Hugh Grant            | Charles                                    | Four Weddings and a Funeral                      |
| 1994 | Jim Carrey            | Stanley Ipkiss / O Máscara                 | The Mask                                         |
| 1994 | Johnny Depp           | Ed Wood                                    | Ed Wood                                          |
| 1994 | Arnold Schwarzenegger | Alex Hesse                                 | Junior                                           |
| 1994 | Terence Stamp         | Ralph / Bernadette Bassenger               | The Adventures of Priscilla, Queen of the Desert |
| 1995 | John Travolta         | Chili Palmer                               | Get Shorty                                       |
| 1995 | Michael Douglas       | Andrew Shepherd                            | The American President                           |
| 1995 | Harrison Ford         | Linus Larrabee                             | Sabrina                                          |
| 1995 | Steve Martin          | George Banks                               | Father of the Bride Part II                      |
| 1995 | Patrick Swayze        | Vida Boheme                                | To Wong Foo, Thanks for Everything! Julie Newmar |
| 1996 | Tom Cruise ‡          | Jerry Maguire                              | Jerry Maguire                                    |
| 1996 | Antonio Banderas      | Ché                                        | Evita                                            |
| 1996 | Kevin Costner         | Roy "Tin Cup" McAvoy                       | Tin Cup                                          |
| 1996 | Nathan Lane           | Albert Goldman                             | The Birdcage                                     |
| 1996 | Eddie Murphy          | Sherman Klump / Buddy Love / Família Klump | The Nutty Professor                              |
| 1997 | Jack Nicholson †      | Melvin Udall                               | As Good as It Gets                               |
| 1997 | Jim Carrey            | Fletcher Reed                              | Liar Liar                                        |
| 1997 | Dustin Hoffman ‡      | Stanley Motss                              | Wag the Dog                                      |
| 1997 | Samuel L. Jackson     | Ordell Robbie                              | Jackie Brown                                     |
| 1997 | Kevin Kline           | Howard Brackett                            | In & Out                                         |
| 1998 | Michael Caine         | Ray Say                                    | Little Voice                                     |
| 1998 | Antonio Banderas      | Alejandro Murrieta / Zorro                 | The Mask of Zorro                                |
| 1998 | Warren Beatty         | Jay Billington Bulworth                    | Bulworth                                         |
| 1998 | John Travolta         | Jack Stanton                               | Primary Colors                                   |
| 1998 | Robin Williams        | Patch Adams                                | Patch Adams                                      |
| 1999 | Jim Carrey            | Andy Kaufman                               | Man on the Moon                                  |
| 1999 | Robert De Niro        | Paul Vitti                                 | Analyze This                                     |
| 1999 | Rupert Everett        | George Downes                              | An Ideal Husband                                 |
| 1999 | Hugh Grant            | William Thacker                            | Notting Hill                                     |
| 1999 | Sean Penn ‡           | Emmet Ray                                  | Sweet and Lowdown                                |

### Anos 2000
| Ano  | Ator                   | Personagem                       | Filme                                                  |
| ---- | ---------------------- | -------------------------------- | ------------------------------------------------------ |
| 2000 | George Clooney         | Ulysses Everett McGill           | O Brother, Where Art Thou?                             |
| 2000 | Jim Carrey             | O Grinch                         | How the Grinch Stole Christmas                         |
| 2000 | John Cusack            | Rob Gordon                       | High Fidelity                                          |
| 2000 | Robert De Niro         | Jack Byrnes                      | Meet the Parents                                       |
| 2000 | Mel Gibson             | Nick Marshall                    | What Women Want                                        |
| 2001 | Gene Hackman           | Royal Tenenbaum                  | The Royal Tenenbaums                                   |
| 2001 | Hugh Jackman           | Leopold                          | Kate & Leopold                                         |
| 2001 | Ewan McGregor          | Christian                        | Moulin Rouge!                                          |
| 2001 | John Cameron Mitchell  | Hedwig                           | Hedwig and the Angry Inch                              |
| 2001 | Billy Bob Thornton     | Terry Lee Collins                | Bandits                                                |
| 2002 | Richard Gere           | Billy Flynn                      | Chicago                                                |
| 2002 | Nicolas Cage ‡         | Charlie Kaufman / Donald Kaufman | Adaptation.                                            |
| 2002 | Kieran Culkin          | Jason "Igby" Slocumb             | Igby Goes Down                                         |
| 2002 | Hugh Grant             | Will Freeman                     | About a Boy                                            |
| 2002 | Adam Sandler           | Barry Egan                       | Punch-Drunk Love                                       |
| 2003 | Bill Murray ‡          | Bob Harris                       | Lost in Translation                                    |
| 2003 | Jack Black             | Dewey Finn                       | School of Rock                                         |
| 2003 | Johnny Depp ‡          | Capitão Jack Sparrow             | Pirates of the Caribbean: The Curse of the Black Pearl |
| 2003 | Jack Nicholson         | Harry Sanborn                    | Something's Gotta Give                                 |
| 2003 | Billy Bob Thornton     | Willie T. Stokes                 | Bad Santa                                              |
| 2004 | Jamie Foxx †           | Ray Charles                      | Ray                                                    |
| 2004 | Jim Carrey             | Joel Barish                      | Eternal Sunshine of the Spotless Mind                  |
| 2004 | Paul Giamatti          | Miles Raymond                    | Sideways                                               |
| 2004 | Kevin Kline            | Cole Porter                      | De-Lovely                                              |
| 2004 | Kevin Spacey           | Bobby Darin                      | Beyond the Sea                                         |
| 2005 | Joaquin Phoenix ‡      | Johnny Cash                      | Walk the Line                                          |
| 2005 | Pierce Brosnan         | Julian Noble                     | The Matador                                            |
| 2005 | Jeff Daniels           | Bernard Berkman                  | The Squid and the Whale                                |
| 2005 | Johnny Depp            | Willy Wonka                      | Charlie and the Chocolate Factory                      |
| 2005 | Nathan Lane            | Max Bialystock                   | The Producers                                          |
| 2005 | Cillian Murphy         | Patrick "Kitten" Braden          | Breakfast on Pluto                                     |
| 2006 | Sacha Baron Cohen      | Borat Sagdiyev                   | Borat                                                  |
| 2006 | Johnny Depp            | Capitão Jack Sparrow             | Pirates of the Caribbean: Dead Man's Chest             |
| 2006 | Aaron Eckhart          | Nick Naylor                      | Thank You for Smoking                                  |
| 2006 | Chiwetel Ejiofor       | Lola                             | Kinky Boots                                            |
| 2006 | Will Ferrell           | Harold Crick                     | Stranger than Fiction                                  |
| 2007 | Johnny Depp ‡          | Sweeney Todd                     | Sweeney Todd                                           |
| 2007 | Ryan Gosling           | Lars Lindstrom                   | Lars and the Real Girl                                 |
| 2007 | Tom Hanks              | Charlie Wilson                   | Charlie Wilson's War                                   |
| 2007 | Philip Seymour Hoffman | Jon Savage                       | The Savages                                            |
| 2007 | John C. Reilly         | Dewey Cox                        | Walk Hard: The Dewey Cox Story                         |
| 2008 | Colin Farrell          | Ray                              | In Bruges                                              |
| 2008 | Javier Bardem          | Juan Antonio                     | Vicky Cristina Barcelona                               |
| 2008 | James Franco           | Saul Silver                      | Pineapple Express                                      |
| 2008 | Brendan Gleeson        | Ken                              | In Bruges                                              |
| 2008 | Dustin Hoffman         | Harvey Shine                     | Last Chance Harvey                                     |
| 2009 | Robert Downey Jr.      | Sherlock Holmes                  | Sherlock Holmes                                        |
| 2009 | Matt Damon             | Mark Whitacre                    | The Informant!                                         |
| 2009 | Daniel Day-Lewis       | Guido Contini                    | Nine                                                   |
| 2009 | Joseph Gordon-Levitt   | Tom Hansen                       | (500) Days of Summer                                   |
| 2009 | Michael Stuhlbarg      | Larry Gopnik                     | A Serious Man                                          |

### Anos 2010
| Ano  | Ator                 | Personagem                  | Filme                         |
| ---- | -------------------- | --------------------------- | ----------------------------- |
| 2010 | Paul Giamatti        | Barney Panofsky             | Barney's Version              |
| 2010 | Johnny Depp          | Chapeleiro Maluco           | Alice in Wonderland           |
| 2010 | Johnny Depp          | Frank Tupelo                | The Tourist                   |
| 2010 | Jake Gyllenhaal      | Jamie Randall               | Love and Other Drugs          |
| 2010 | Kevin Spacey         | Jack Abramoff               | Casino Jack                   |
| 2011 | Jean Dujardin †      | George Valentin             | The Artist                    |
| 2011 | Brendan Gleeson      | Sargento Gerry Boyle        | The Guard                     |
| 2011 | Joseph Gordon-Levitt | Adam Lerner                 | 50/50                         |
| 2011 | Ryan Gosling         | Jacob Palmer                | Crazy, Stupid, Love           |
| 2011 | Owen Wilson          | Gil Pender                  | Midnight in Paris             |
| 2012 | Hugh Jackman ‡       | Jean Valjean                | Les Misérables                |
| 2012 | Jack Black           | Bernie Tiede                | Bernie                        |
| 2012 | Bradley Cooper ‡     | Patrick "Pat" Solitano      | Silver Linings Playbook       |
| 2012 | Ewan McGregor        | Dr. Alfred "Fred" Jones     | Salmon Fishing in the Yemen   |
| 2012 | Bill Murray          | Franklin Delano Roosevelt   | Hyde Park on Hudson           |
| 2013 | Leonardo DiCaprio ‡  | Jordan Belfort              | The Wolf of Wall Street       |
| 2013 | Christian Bale ‡     | Irving Rosenfeld            | American Hustle               |
| 2013 | Bruce Dern ‡         | Woodrow "Woody" T. Grant    | Nebraska                      |
| 2013 | Oscar Isaac          | Llewyn Davis                | Inside Llewyn Davis           |
| 2013 | Joaquin Phoenix      | Theodore Twombly            | Her                           |
| 2014 | Michael Keaton ‡     | Riggan Thomson              | Birdman                       |
| 2014 | Ralph Fiennes        | Monsieur Gustave H.         | The Grand Budapest Hotel      |
| 2014 | Bill Murray          | Vincent MacKenna            | St. Vincent                   |
| 2014 | Joaquin Phoenix      | Larry "Doc" Sportello       | Inherent Vice                 |
| 2014 | Christoph Waltz      | Walter Keane                | Big Eyes                      |
| 2015 | Matt Damon ‡         | Mark Watney                 | The Martian                   |
| 2015 | Christian Bale ‡     | Michael Burry               | The Big Short                 |
| 2015 | Steve Carrell        | Mark Baum                   | The Big Short                 |
| 2015 | Al Pacino            | Danny Collins               | Danny Collins                 |
| 2015 | Mark Ruffalo         | Cameron                     | Infinitely Polar Bear         |
| 2016 | Ryan Gosling ‡       | Sebastian Wilder            | La La Land                    |
| 2016 | Colin Farrell        | David                       | The Lobster                   |
| 2016 | Hugh Grant           | St. Clair Bayfield          | Florence Foster Jenkins       |
| 2016 | Jonah Hill           | Efraim Diveroli             | War Dogs                      |
| 2016 | Ryan Reynolds        | Wade Wilson / Deadpool      | Deadpool                      |
| 2017 | James Franco §       | Tommy Wiseau                | The Disaster Artist           |
| 2017 | Steve Carell         | Bobby Riggs                 | Battle of the Sexes           |
| 2017 | Ansel Elgort         | Baby / Miles                | Baby Driver                   |
| 2017 | Hugh Jackman         | P. T. Barnum                | The Greatest Showman          |
| 2017 | Daniel Kaluuya ‡     | Chris Washington            | Get Out                       |
| 2018 | Christian Bale ‡     | Dick Cheney                 | Vice                          |
| 2018 | Lin-Manuel Miranda   | Jack                        | Mary Poppins Returns          |
| 2018 | Viggo Mortensen ‡    | Frank "Tony Lip" Vallelonga | Green Book                    |
| 2018 | Robert Redford       | Forrest Tucker              | The Old Man & the Gun         |
| 2018 | John C. Reilly       | Oliver Hardy                | Stan & Ollie                  |
| 2019 | Taron Egerton §      | Elton John                  | Rocketman                     |
| 2019 | Roman Griffin Davis  | Jojo Betzler                | Jojo Rabbit                   |
| 2019 | Daniel Craig         | Benoit Blanc                | Knives Out                    |
| 2019 | Eddie Murphy         | Rudy Ray Moore              | Dolemite Is My Name           |
| 2019 | Leonardo DiCaprio ‡  | Rick Dalton                 | Once Upon a Time in Hollywood |

### Anos 2020
| Ano  | Ator                | Personagem                 | Filme                                     |
| ---- | ------------------- | -------------------------- | ----------------------------------------- |
| 2020 | Sacha Baron Cohen § | Borat Sagdiyev             | Borat Subsequent Moviefilm                |
| 2020 | Andy Samberg        | Nyles                      | Palm Springs                              |
| 2020 | Dev Patel           | David Copperfield          | The Personal History of David Copperfield |
| 2020 | James Corden        | Barry Glickman             | The Prom                                  |
| 2020 | Lin-Manuel Miranda  | Alexander Hamilton         | Hamilton                                  |
| 2021 | Andrew Garfield ‡   | Jonathan Larson            | Tick, Tick... Boom!                       |
| 2021 | Leonardo DiCaprio   | Randall Mindy              | Don't Look Up                             |
| 2021 | Peter Dinklage      | Cyrano de Bergerac         | Cyrano                                    |
| 2021 | Anthony Ramos       | Usnavi de la Vega          | In the Heights                            |
| 2021 | Cooper Hoffman      | Gary Valentine             | Licorice Pizza                            |
| 2022 | Colin Farrell ‡     | Pádraic Súilleabháin       | The Banshees of Inisherin                 |
| 2022 | Diego Calva         | Manny Torres               | Babylon                                   |
| 2022 | Daniel Craig        | Benoit Blanc               | Glass Onion: A Knives Out Mystery         |
| 2022 | Adam Driver         | Jack Gladney               | White Noise                               |
| 2022 | Ralph Fiennes       | Julian Slowik              | The Menu                                  |
| 2023 | Paul Giamatti ‡     | Paul Hunham                | The Holdovers                             |
| 2023 | Matt Damon          | Sonny Vaccaro              | Air                                       |
| 2023 | Nicolas Cage        | Paul Matthews              | Dream Scenario                            |
| 2023 | Jeffrey Wright ‡    | Thelonious "Monk" Ellison  | American Fiction                          |
| 2023 | Joaquin Phoenix     | Beau Wasserman             | Beau Is Afraid                            |
| 2023 | Timothée Chalamet   | Willy Wonka                | Wonka                                     |
| 2024 | Sebastian Stan      | Edward Lemuel / Guy Moratz | A Different Man                           |
| 2024 | Hugh Grant          | Mr. Reed                   | Heretic                                   |
| 2024 | Glen Powell         | Gary Johnson               | Hit Man                                   |
| 2024 | Gabriel LaBelle     | Lorne Michaels             | Saturday Night                            |
| 2024 | Jesse Plemons       | Robert / Daniel / Andrew   | Kinds of Kindness                         |
| 2024 | Jesse Eisenberg     | David Kaplan               | A Real Pain                               |